# فقرگاه
دخمه سنگی فقرگاه (به کردی: فەقرەقا) مقبره‌ای مربوط به زمان مادهاست و در کنار روستای اگریقاش نزدیک شهر مهاباد قرار گرفته‌است. این دخمه دو طبقه‌دارد. چهار ستون سنگی و ۳ گور خالی داخل آن وجود دارد و از نظر حجاری و ستون بندی در رده مقبره‌های مهم دوره ماد است. این اثر با نام دخمه سنگی / فخرگاه / فقره قا در تاریخ ۲۹ آذر ۱۳۱۶ با شمارهٔ ثبت ۲۸۸ به‌عنوان یکی از آثار ملی ایران به ثبت رسیده است.

باستان‌شناسی معروف در مورد این دخمه می‌گوید: 
«شمالی‌ترین مقبره مادی فخریک در مانای باستانی و نزدیک مهاباد است که جلوخان ندارد و سقف ساده سنگی آن را چند ستون نگاه می‌دارد و ظاهراً محلی برای گذاشتن جنازه‌ها بوده‌است. تعیین تاریخ این مقبره دشوار است ولی تشریفات تدفین در آن با مراسمی که پیشتر در ناحیه اطراف دریاچه ارومیه متداول بوده تفاوت دارد و در نتیجه نمی‌توان تاریخی قدیمی تر از قرن هفتم برای آن قائل شد.»